# Папір

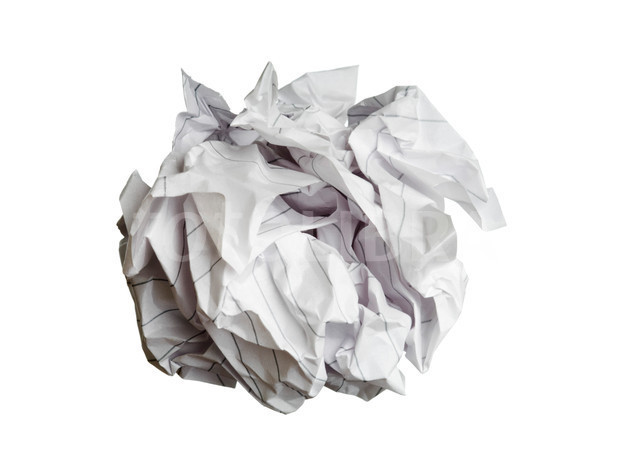
Зíм'ятий паперовий аркуш.

Папі́р — матеріал із масою квадратного метра до 250 г, що складається переважно з рослинних волокон, зв'язаних між собою силами поверхневого зчеплення, у якому можуть бути проклеювальні речовини, мінеральні наповнювачі, хімічні та природні волокна, пігменти й барвники. Папір використовують для друку, пакування та у різних технічних цілях (фільтрування, електроізоляція, сорбція тощо).

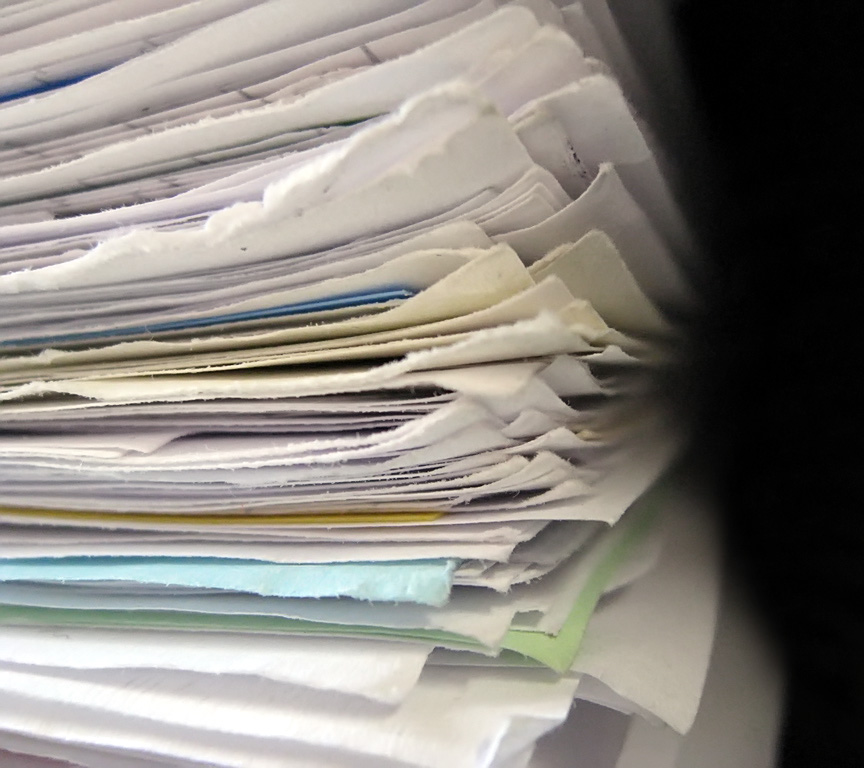
Папір.

## Етимологія
Слово папір походить (можливо, через посередництво польської мови) від нім. Papier[джерело?] і далі від лат. papȳrus («папір»), що сходить до грец. πάπΰρος («папірус»), оскільки той був попередником паперу. Російська і застаріла українська назва «бумага», імовірно, походить від італ. bombagia («бавовна»), bombagino («бавовняний», пор. бомбазин) < лат. bombacium («бавовна»); при цьому припускається, що первісно bombagia, бомбаджа дало прикметник бумажний, звідки за аналогією (пор. нога > ножний) пізніше було утворене й бумага.

## Історія
Праісторія виникнення паперу вбирає в себе віковічні надбання людства у сфері писемності, які беруть свої початки із перших процесів й засобів передачі людської мови за допомогою знаків. Потреба в більшій кількості й ефективності засобів передачі усної мови спонукала людство до вдосконалення носіїв, на яких залишалися писемні знаки. І одним з таких варіантів стало формування паперу, як засобу передачі людьми своїх надбань.
Законодавцями в цьому процесі вважаються стародавні єгиптяни (введення в культуру папірусу) і китайські ремісники (які й вважаються родоначальниками сучасного паперу). Різниця в цих двох технологіях полягає в формі й процедурі: при створенні папірусу його частини злипаються, себто папірусні волокна не ламаються і вони ж зберігають природний порядок; тоді як в китайському папері конопляні чи солом'яні, а потім бамбукові основи доводили до такого стану, що їх волокна знаходилися у довільному порядку, себто властивості яких були змінені шляхом мацерації або розпаду.
Китайці спочатку писали на вузьких бамбукових планках, випалюючи на них знаки, що було вкрай незручно. Потім стали писати на лакованому шовку, що було дуже дорого.
Китайські літописи повідомляють, що папір був винайдений у 105 році н. е. Цай Лунєм. У китайському літописі говориться:

Всякий високо цінує діяльність Цай-Луня: він винайшов папір, і слава його живе дотепер…

Виготовлення паперу за Цай Лунєм.

Однак в 1957 р. у Бацяо 灞桥 (близько міста Сіань, провінція Шаньсі) було виявлено гробницю періоду Західна Хань, яка серед іншого містила обривки аркушів паперу. Папір досліджували і встановили, що він був виготовлений у II столітті до нашої ери. До того ж періоду належить залишок паперової мапи, яку було знайдено у 1986 серед поховань на території селища Фанматань (близько міста Тяньшуй, провінція Ґаньсу).
До Цай Луня папір у Китаї робили з прядива, а ще раніше з шовку, який виготовляли з бракованих коконів шовкопряда.
Цай Лунь подрібнив волокна шовковиці, деревну золу, ганчірки і прядива. Все це він змішав з водою і масу виклав на форму (дерев'яна рама і сито з бамбука). Після сушіння на сонці, він цю масу розгладив за допомогою каменів. У результаті вийшли міцні аркуші паперу.
Після винаходу Цай Луня процес виробництва паперу став швидко вдосконалюватися. Стали додавати для підвищення міцності крохмаль, клей, природні барвники тощо.
У Китаї виробництво паперу стало поширеним так, що на базарі можна було побачити писаря-виробника паперу, який тут же черпає з відра масу, викладає аркуші паперу на дошку і сушить на сонці, а виготовлений ще не просохлий аркуш такого паперу — часто писар кладе на спину клієнта і пише під його диктовку лист.
До Європи папір потрапив не скоро. Ось що писав про це французький вчений Авенель:

Він прийшов з Китаю дуже повільним шляхом, із середньою швидкістю, можливо, сто кілометрів на сто років. 650 року його бачили в Самарканді, в 800 році — в Багдаді, в 1100 році він дійшов до Каїра, потім він проходить берегами Африки, перепливає через Середземне море і довго не переходить Лангедоку (французького кордону).

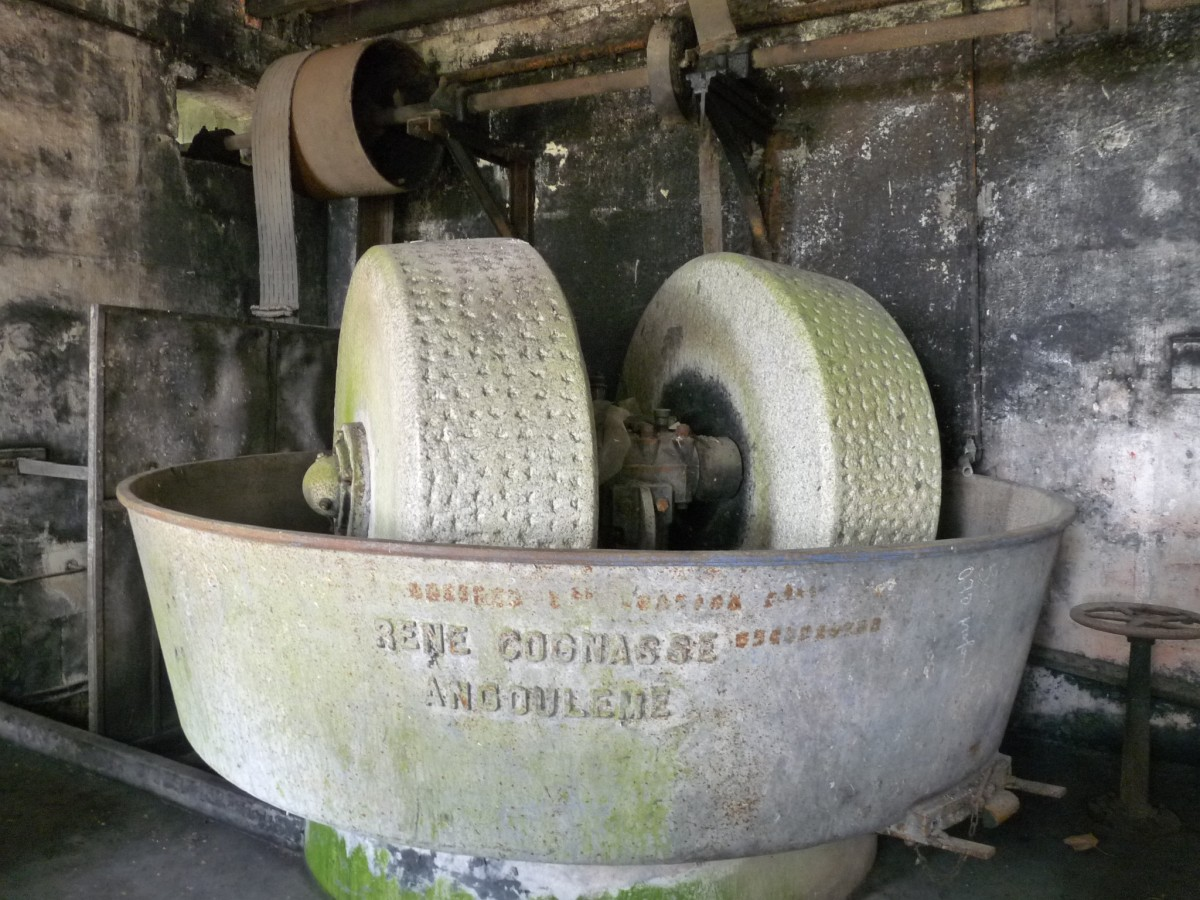
Чан з жорнами для приготування паперової маси старовинної папірні (Шаранта, Франція).

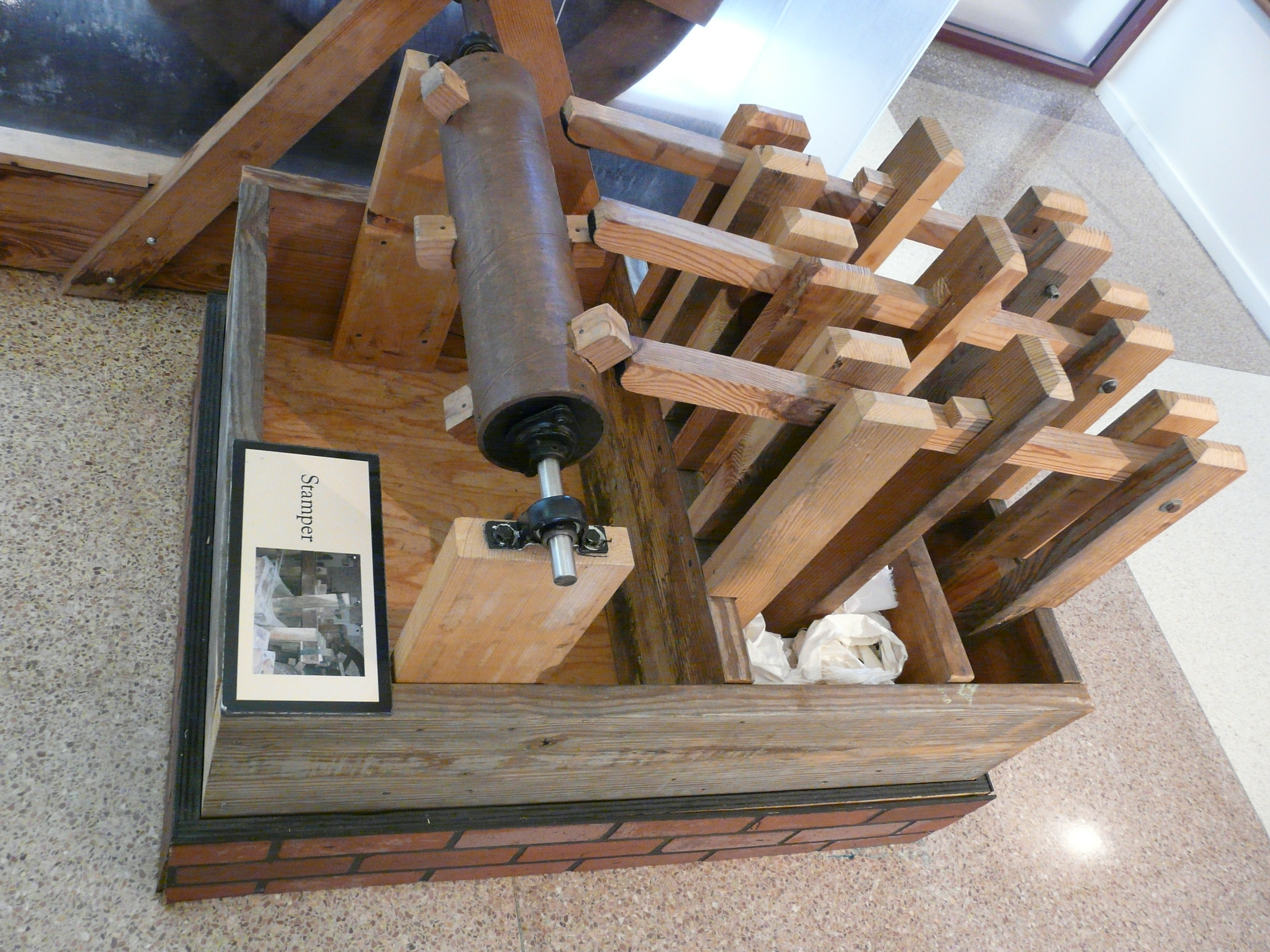
Папероробні ступи з товкачами й кулачковим механізмом (Музей паперу Роберта Вільямса в Атланті).

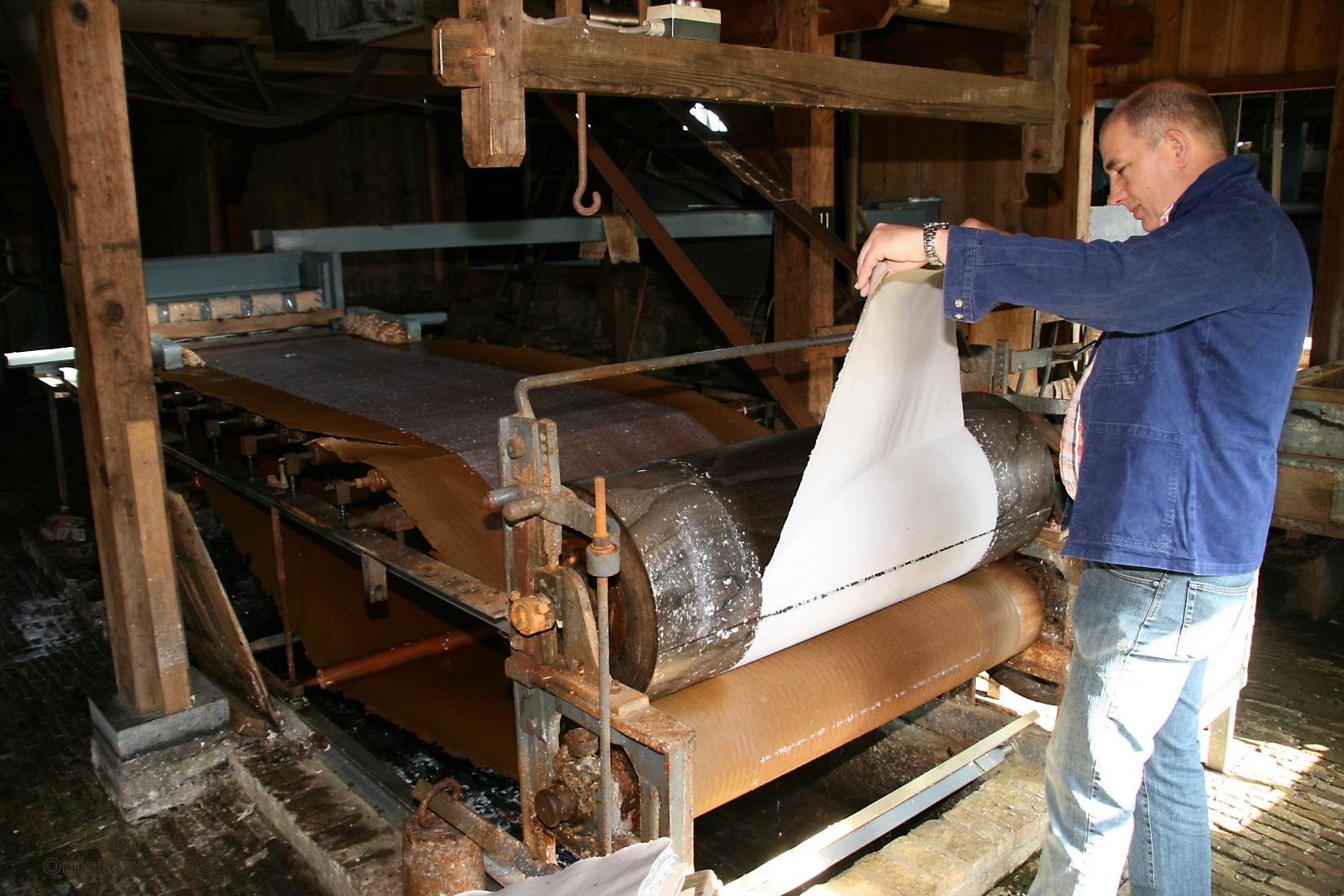
Папероробний агрегат старовинної папірні (Нідерланди).

В Італії почали виробляти папір з ганчір'я в XI столітті. У середні віки італійські виробники паперу вважалися майстерними майстрами. Італійці стверджували, що папір винайдений ними, і навіть розповідали, за яких обставин: ніби один монах, незаслужено ображений настоятелем, прийшов у келію і в люті став рвати на собі сорочку і гризти її зубами, випльовуючи жуйку. Отямившись і побачивши кашку зжованої тканини, він схопив її і кинув на кахельну піч. Через кілька місяців, перед якимось святом, монах став прибирати свою келію, і знявши висохлий корж з печі, помітив, що одна сторона її вийшла гладкою, схожою на пергамент. Він спробував писати на ній чорнилом і спроба увінчалася успіхом.
На початку VII століття спосіб виготовлення паперу стає відомим в Кореї і Японії. А ще через 150 років, через військовополонених потрапляє до арабів.
У VI—VIII століттях виробництво паперу здійснювалося в Середньої Азії, Кореї, Японії та інших країнах Азії.
У XI—XII століттях папір з'явився в Європі, де незабаром замінив тваринний пергамент. З XI—XIII століть на папірнях для розмелювання паперової маси використовують водяні колеса.
З XV—XVI століть, у зв'язку з впровадженням друкарства, виробництво паперу швидко зростає. Папір виготовлявся дуже примітивно — ручним помелом маси дерев'яними молотками в ступі і вичерпуванням її формами з сітчастим дном.
Велике значення для розвитку виробництва паперу мав винахід в другій половині XVII століття розмелювального апарата — ролу. Наприкінці XVIII століття роли вже дозволяли виготовляти велику кількість паперової маси, але ручний відлив (вичерпування) паперу затримував ріст виробництва.
У 1786 році в місті Орлеані дехто Віолі надрукував книгу віршів на папері, зробленого з стебел мальви, папороті і кори дерев. Через чотири роки в Лондоні вийшла книжка Кужа, надрукована на папері, зробленому з соломи. Але лише тільки в половині XIX століття стали виробляти на фабриках папір з деревини.
У 1799 М. Л. Робер (Франція) винайшов папероробну машину, механізував відлив паперу шляхом застосування нескінченно рухомої сітки. В Англії брати Г. і С. Фурдріньє, купивши патент Робера, продовжували працювати над механізацією відливу і в 1806 запатентували папероробну машину. До середини XIX століття папероробна машина перетворилася на складний агрегат, що працює безперервно і значною мірою автоматично. У XX столітті виробництво паперу стає великою високомеханізованою галуззю промисловості з безперервно-поточною технологічною схемою, потужними теплоелектричними станціями і складними хімічними цехами з виробництва волокнистих напівфабрикатів.
В 19 столітті в Західній Україні було дві паперові фабрики: по виробництву паперових виробів у Львові, і целюлози — у Турківському повіті. Обидві паперові фабрики працювали на переробці ганчірок, і тільки з 1886 р. черлянська фабрика почала частково використовувати деревну целюлозу, яку одержувала з єдиної в Східній Галичині целюлозної фабрики в Турківському повіті.

### Паперова хронологія
- 105 — винахід паперу з бавовни Цай Лунем в Китаї;
- 600 — проникнення паперу в Корею;
- 625 — проникнення паперу в Японію;
- 650 — поява паперу в Середній Азії, зокрема в Самарканді;
- 707 — паперові записи в Аравії, Мекка[12];
- 751 — Таласька битва — проникнення паперу на Захід;
- 794 — Багдад, створено, китайськими майстрами, перший паперовий комбінат, виробництво паперу, поширюється в «арабському світі»;
- 800 — папір в Єгипті, поступово замінюється папірус[13], (а в X столітті, і повністю замінили папірус).
- Початок 12 століття  — в Іспанії, маврами в містечку Шатіва у Валенсії були закладені перші папірні з використанням льону, як базового складника;
- 1151 — найстаріша християнська книжка із паперу ручної роботи «Missale von Silos», і знаходиться в бібліотеці монастиря Санто-Домінго-де-Сілос в провінції Бургос;
- 1157 — перші папірні збудовані у християнській країні (Іспанії);
- 12 століття — поява перших паперових раритетів в Італії (найдавніші паперові документи в Сицилії, майстерні при монастирях);
- 1200-і роки  — початок виробництва власного паперу в Україні у Галичі.
- 1238 — паперовий млин в Іспанії;
- 1297 — згадки про паперові фабрики в Болоньї (1282 рік — винахід водяного знаку), Генуї, Падуї;
- 1348 — перша папірня на теренах Франції (Труа)
- 13 століття — поява паперу на теренах сучасної Німеччини (здебільшого експортувався з італійських провінцій);
- 1390 — перший паперовий комбінат Ульмана Штромер засновано поблизу Нюрнберга (Німеччина), за сприяння італійських майстрів і на основі шкіряно-текстильних волокон;
- 1495 — папірня Джона Тейта в Фен Дейттон, перша на теренах Англії (а на початок 17 століття, в Сполученому Королівстві уже налічувалося близько ста паперових комбінатів);
- 1575 — перші згадки про паперове виробництво в Московії;
- 1586 — поява першої папірні в Нідерландах, зокрема в Дордрехті, і подальші паперові виробництва (на основі очеретяних волокон);
- 17 століття (початок) — перші паперові млини в Америці, зокрема в Мексиці;
- 1690 — перше паперове виробництво сучасних США, зокрема поблизу Філадельфії, яке відкрив Вільям Ріттенгаус, за голландською технологією;
- близько 1770 — англійський паперовий фабрикант Джеймс Ватманом старший ввів нову паперову форму, яка дозволяла отримувати лист і папір без слідів сітки.
- 1799 — патент на винахід папероробної машини (Луї-Ніколя Робер).
- 1803 — установка прототипу папероробної машини в Великій Британії.
- 1806 — патент на винахід копіювального паперу.
- 1827 — папероробні машини в США.
- 1856 — винахід гофрованого картону.
- 1857 — технологія отримання паперу з деревини.

## Технологія виготовлення

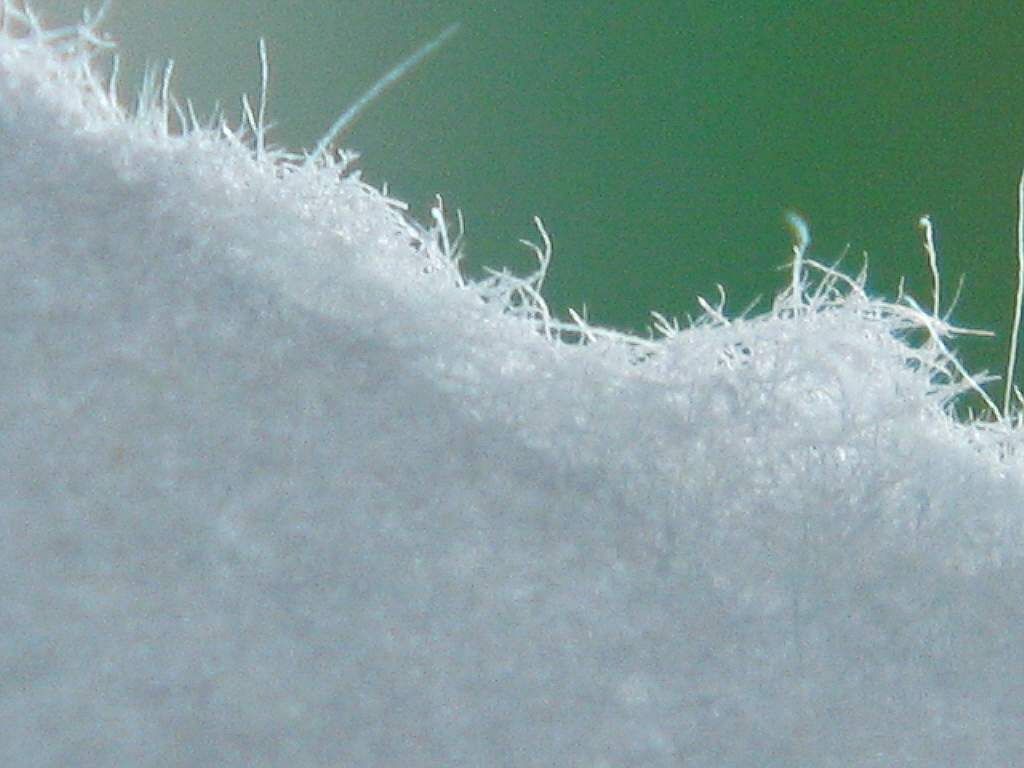
Волокна паперу.

Основними компонентами паперу є целюлоза та деревна маса. Для надання паперу певних оптичних і технологічних властивостей до основної маси додають різноманітні домішки (дрібно розмолоті мінеральні суміші: проклеюючі, барвники, наповнювачі тощо).
Проклейку паперу проводять поверхневим методом, тобто клей наносять на поверхню паперу. Для цього використовують модифікований крохмаль або натрієву сіль карбоксиментилцелюлози. Сіль також можна вводити в масу; тоді використовують каніфольний, каніфольно-парафіновий або синтетичні клеї. Проклейка підвищує гідрофобність паперу, сприяє ліпшому сприйняттю друкарської фарби, що особливо важливо для паперу, який призначений для друку способом плоского офсетного друку.
Введення в паперову масу наповнювачів (каоліну, тальку, гіпсу, двоокису титану, крейди та інших) підвищує її поверхневу гладкість, зменшує прозорість паперу. Надмірне введення наповнювачів викликає сильне пиловиділення і зменшує поверхневу міцність паперу, що призводить до вищипування окремих частин, налипання їх на декель офсетного циліндра і зниження якості друкованих відбитків. З іншого боку, часті зупинки друкарської машини для змивання декеля значно знижують продуктивність друкарської машини і не забезпечують ідентичності тиражних відбитків. Для усунення подібних явищ в офсетний папір вводять менше наповнювачів, ніж у папір, призначений для друку іншими способами.

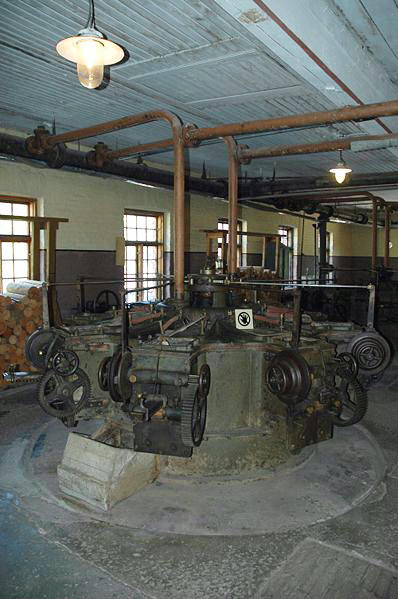
Виробництво пульпи.

Для виготовлення високоякісної книжково-журнальної і художньої продукції випускають крейдований папір. Гладкість та білизна крейдованого паперу досягається за рахунок нанесення на поверхню паперу мінеральної суспензії окису барію. Після нанесення поверхневого шару папір сушать і потім каландрують на суперкаландрах.
Друкарський папір випускається як в рулонах, так і в аркушах завтовшки від 0,05 до 0,5 мм і масою квадратного метра до 300 г.

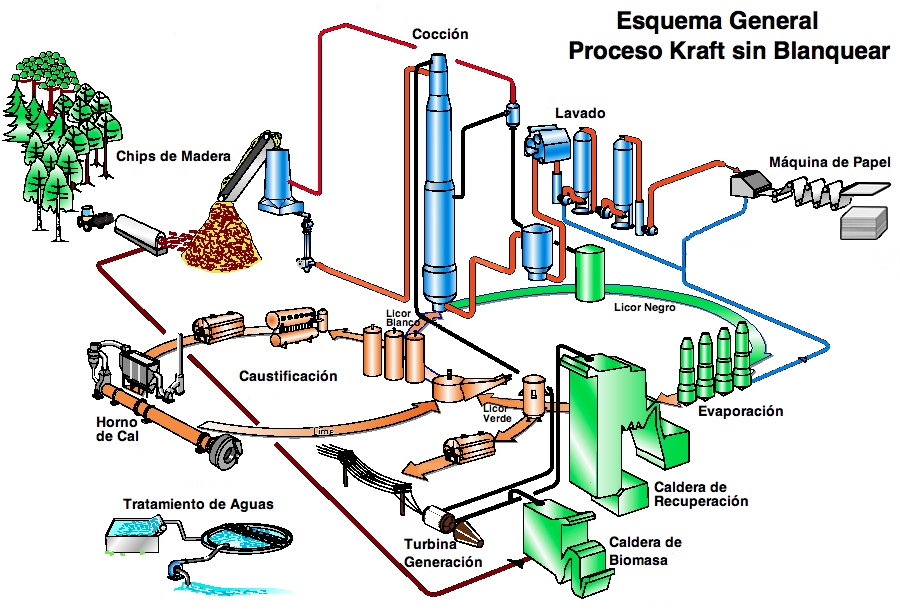
Діаграма процесу виробництва крафт-паперу

## Властивості
Властивості паперу визначаються його методом виробництва та подальшим зберіганням.

## Екологічні аспекти і переробка
Під час виробництва паперу використовують чимало технологенних процесів, які відображаються на екологічній ситуації довкола самого виробництва. Адже задля паперу доводиться використовувати багато деревини, води та електроенергії. Для прикладу, більше 20 % світової заготівлі деревини припадає на паперове виробництво — що суттєво зменшило залісненість в багатьох країнах — і викликає чимале невдоволення в екологічних інстанцій.
Важливим аспектом стає багаторазове використання води в технології виробництва паперу. Так перші паперові комбінати повинні були використати до 1200 літрів води задля одного кілограму паперу, в 20-му столітті, завдяки технологічній революції, вдалося скоротити використання води — від 1000 до 800 літрів на один кілограм паперу. А вже на початку 21 століття в окремих комбінатах уже домоглися використання 10 літрів води на 1 кілограм паперу, що суттєво вплине на екологічну безпеку довкілля. Тож, незважаючи на економне використання води, ще залишаються давні проблеми: жорсткість води через засмічення залишками деталей машин, хімічні елементи та накопичення карбонату кальцію.
Щоби покращити екологічну ситуацію довкола паперових комбінатів у більшості країнах світу прийняті жорсткі процедури та законодавчі норми щодо контролю за довкіллям поблизу комбінатів. До того ж вимагають щоби ці папірні мали власні очисні споруди (забезпечуючи механічну, біологічну, хімічну очистити води), обробляючи стічні води в три етапи очищення і тільки потім зливаючи у відстійники (здебільшого для повторного використання води) і лише невелика частина води потрапляє в навколишнє середовище.

## Зберігання і шкідники

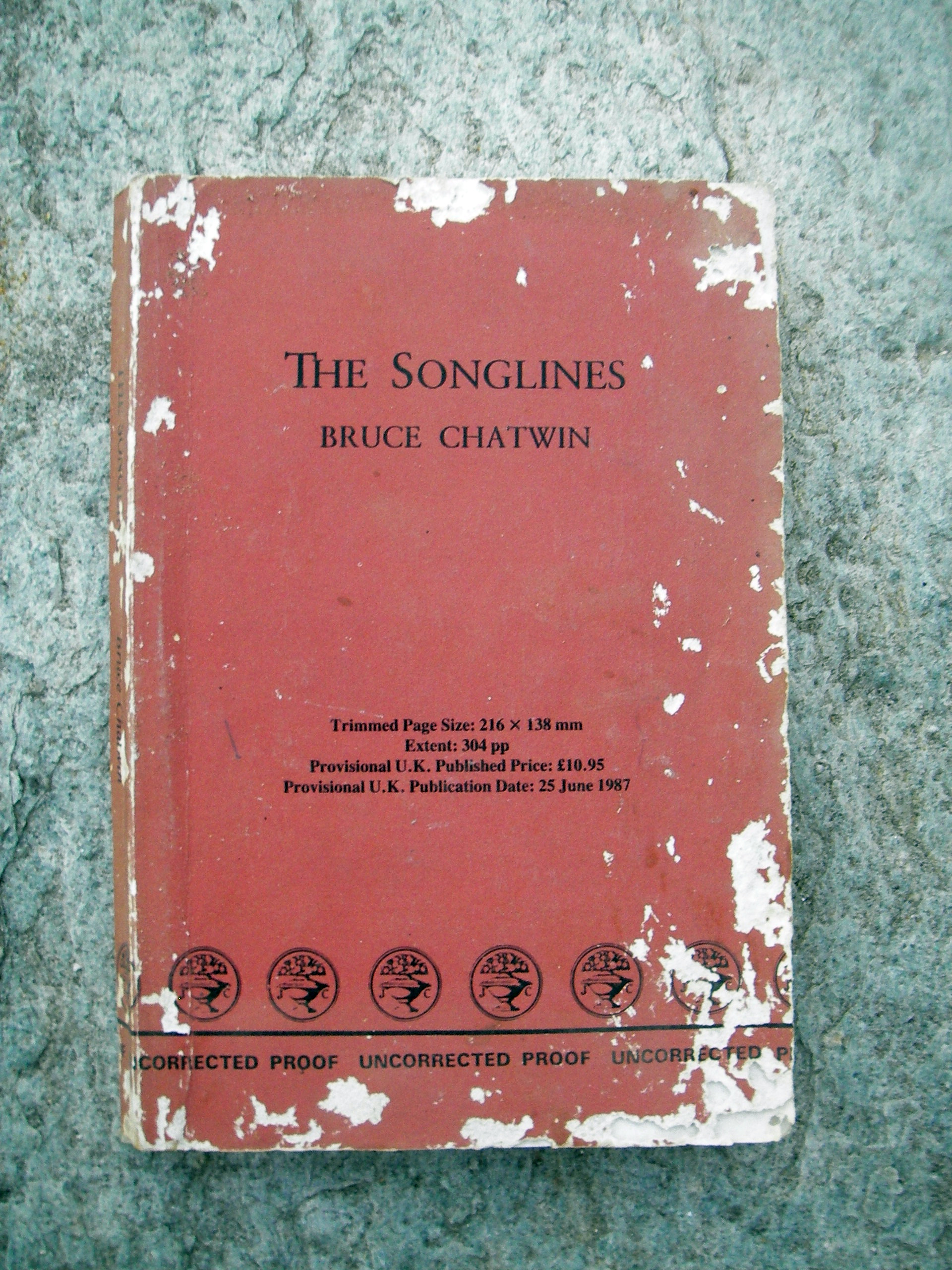
Понищена лусочницею палітурка книжки.

Дотримання умов зберігання є вкрай важливими для збереження якісних та фізичних властивостей паперу. Основною небезпекою для паперу є волога, недотримання умов зберігання паперових виробів за високої вологості може призводити до погіршення властивостей виробів і їх якісних характеристик. Також суттєвою небезпекою для паперу є вогонь, через легку здатність до займання.
Поряд з тим папір має і природних шкідників — Лусочниця звичайна, яка об'їдає тверді палітурки книжок або ж навіть прогризають дірки у папері, а також ще один із роду сіноїдів, а саме Liposcelis divinatorius — це книжкова блоха і її личинки нищать книжки (особливо у вологих приміщеннях).
Надмірна вологість стає найкращим середовищем для формування грибкових форм (та плісняви) на паперовій продукції.

## Типи паперу
За призначенням папір поділяють на:
- ватман — сильно проклеєний з великим опором стиранню папір, із шорсткою поверхнею, для креслення та малювання;
- папір вердоль — проклеєний без наповнювача папір машинної гладкості з обмеженою залишковою деформацією для виготовлення візерунчастих тканин;
- папір верже — папір із водяним знаком із близько розташованих одна від однієї в машинному напрямі паралельних ліній, які інколи перетинаються під прямим кутом рідко розташованими лініями;
- папір для виробів санітарно-гігієнічного призначення — тонкий вбирний папір, крепований або гладкий, з нормованими показниками вбирності або вологоміцності;
- папір для друкування — папір для друкування видавничої продукції (папір для глибокого друку, папір для друкувальних/копіювальних пристроїв тощо)
- папір для гофрування — папір із нормованим показником жорсткості для виробництва гофрованого картону;
- папір з поверхневим покриттям — папір із нанесеним на нього покриттям, склад якого визначається призначенням паперу (папір для електрографії, фотографічний папір, копіювальний папір тощо);
- папір для електроізоляційних трубок — папір, просочений смолою, для ізоляційного шару в середині електроізоляційних трубок;
- папір для електролітних конденсаторів — електрзоізоляційний папір із високою вбирною здатністю, який відзначається обмеженими значеннями показників кислотності, лужності; для прокладок в оксидно-електролітичних конденсаторах;
- папір для малювання — міцний сильнопроклеєний папір із гладкою або шорсткою поверхнею для малювання олівцем, тушшю або акварельними фарбами;

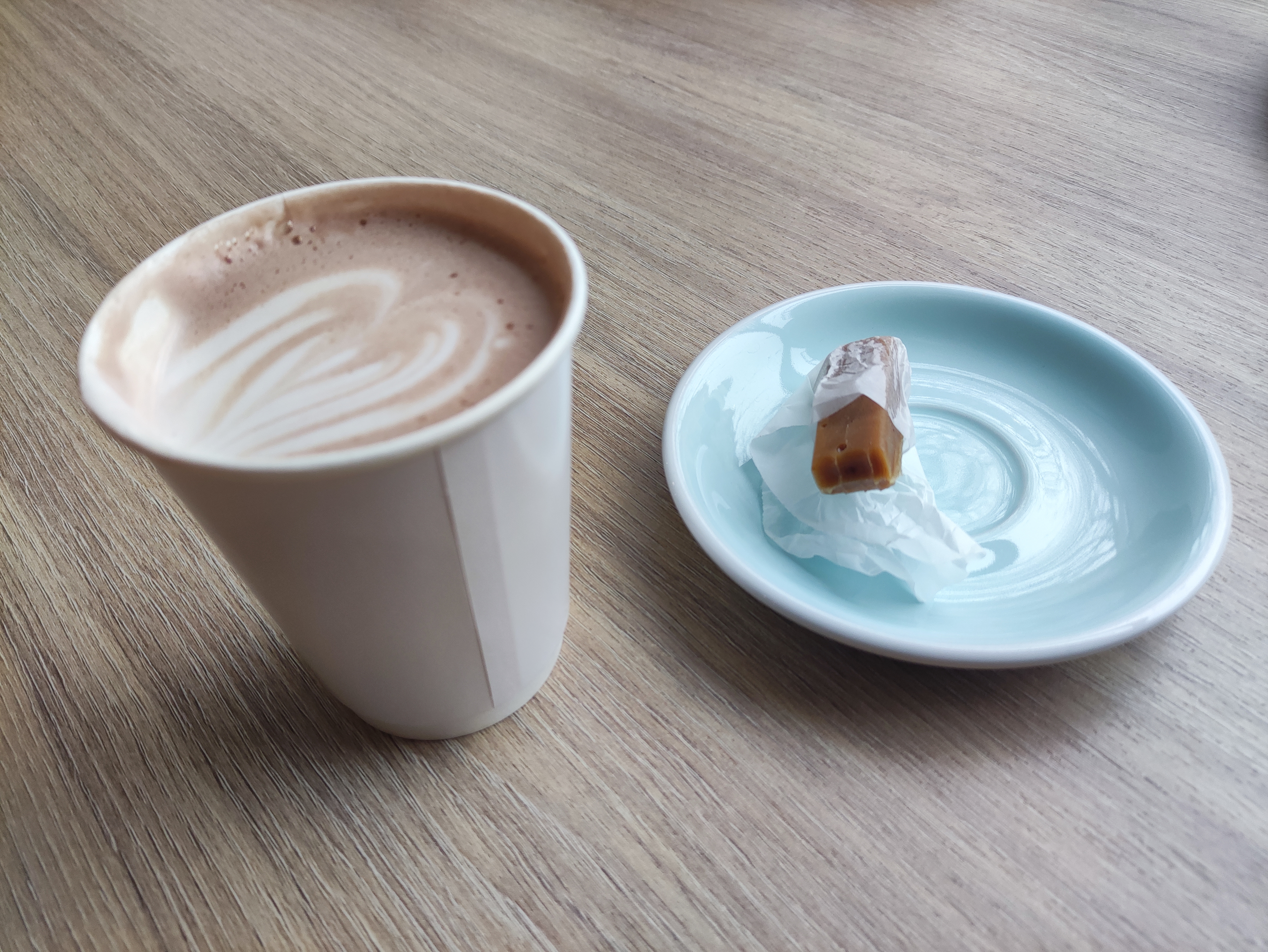
Паперовий стакан із надпитим какао і порцелянове блюдце лазурного кольору із надкушеною ірискою в зім'ятій паперовій обгортці

- папір для пакування продуктів на автоматах — проклеєний папір для автоматичного пакування продуктів, а також для виготовлення паперового посуду разового користування для напоїв;
- фільтрувальний папір — вбирний папір із визначеною пропускною та розділювальною здатністю:
  - папір для фільтрування повітря — товстий фільтрувальний папір для виготовлення фільтрувальних елементів повітряних фільтрів;
  - папір для фільтрування мастильно-охолоджувальних рідин — тонкий фільтрувальний вологоміцний довговолокнистий папір для фільтрів тонкого та грубого очищення рідин;
- папір-основа — папір різної композиції та властивостей, що застосовується як основа для виробництва багатьох видів паперу, паперових виробів та фібри шляхом відповідного обороблення, просочення та покриття;
- папір для шпалер — середньозольний папір з обмеженою вбирністю під час однобічного змочування для друкування шпалер.
- багаторазовий папір — папір, записи на якому зберігаються півроку та стирання можна повторювати більш ніж 100 разів.[14]

## Найбільші виробники паперу
- Mondi (Австрія)
- International Paper (США)
- UPM (Фінляндія)
- Arctic Paper (Швеція)
- M-Real (Фінляндія)